# Sân bay quốc gia Kozani
Sân bay Kozani "Filippos" (tiếng Hy Lạp: Κρατικός Αερολιμένας Κοζάνης "Φίλιππος") (IATA: KZI, ICAO: LGKZ)  hay Sân bay quốc gia Kozani (mã sân bay IATA: KZI) là một sân bay Hy Lạp hoạt động từ thập niên 1950, có cự ly 4 km từ thành phố Kozani.

## Các hãng hàng không và tuyến bay
| Hãng hàng không | Các điểm đến                    |
| --------------- | ------------------------------- |
| Sky Express     | Athens (via Kastoria), Kastoria |